# Thunderbirds Are GO
Thunderbirds Are GO es una película británica de ciencia ficción y aventura aparecida en 1966. Fue la primera película basada en la popular serie de televisión de Gerry y Sylvia Anderson y Supermarionation los Thunderbirds, y trata de la primera misión tripulada a Marte.

## Argumento
El nuevo Zero-X, construido para ser la primera nave tripulada que aterrizara en Marte, se prepara para el lanzamiento. Siguiendo un ensamble y despegue inicialmente exitoso, the Hood esta a bordo disfrazado tomando fotografías. Caminando descuidadamente entre los mandos de vuelo hidráulicos, su bota se atora en un componente vital que provoca que el piloto pierda el control. The Hood, herido y doliéndose, sale del tren de aterrizaje abriendo su paracaídas, la tripulación salta seguramente en su cápsula de escape, y el Zero-X  cae en el mar antes de dejar la atmósfera.
Siguiendo una investigación de dos años por el fracaso de la primera misión al mismo tiempo que un segundo Zero-X  se ha construido, una comisión concluye en un sabotaje. En la víspera de la segunda misión el presidente de los Estados Unidos invita a Rescate Internacional a mantener la seguridad en el lanzamiento. Jeff Tracy es reservado, ya que  no hay amenaza alguna. Cediendo les permite asistir,  comentando que "algunas reglas se hacen para ser rotas", mientras enviando a Scott y a Virgil que estuvieran disponibles en el sitio de lanzamiento en los Thunderbirds 1 y 2, y llamando a la agente en Londres de Rescate Internacional, Lady Penélope para ayudar. Ella cubre un segundo esfuerzo por infiltrarse a la misión y el despegue proceda según el plan. Entretanto, FAB1 se da a la persecución, siguiendo al delincuente de la base aérea, por el agua en un momento dado, y dispara abajo su helicóptero. Lady Penélope  comenta que no hay que buscar a los sobrevivientes. Zero-X deja la atmósfera para ser escoltado brevemente por Alan en el Thunderbird 3.
Después del lanzamiento Scott y Virgil son invitados Lady Penélope a un salón de fiestas llamado "la Estrella Oscilante". Mientras en la isla Tracy, Alan es ignorado después de regresar a casa porque su padre insiste que él sigue dando servicio en la isla mientras los otros permanecen ausentes. Defraudado y molestó, Alan tiene un sueño sobre ir con la Lady Penélope a la Estrella Oscilante que en su sueño se localiza en el espacio exterior. Los cantantes en el salón de fiestas son "Cliff Richard Jr. and the Shadows" (los títeres y voces reales de Cliff Richard and the Shadows), quiénes realizan un número musical llamado la "Estrella fugaz" (acompañó de un imaginario video musical con la marioneta de Cliff Richard Jr. bailando en una guitarra gigante en el espacio), y una canción instrumental de "Lady Penélope". la sucesión de sueño de Alan acaba abruptamente cuando él se cae a la Tierra, y despierta para descubrir que se ha caído de la cama. 
El Zero-X ha aterrizado en Marte, y está explorando la superficie marciana que es un paisaje desolado de piedra. La tripulación se intriga particularmente por formaciones de piedra raras que ellos deciden disparar para coleccionar las muestras para llevarlas a la Tierra. Sin embargo, estas formaciones realmente son criaturas vivientes, serpientes de piedra de un ojo, y una vez provocadas les empiezan a disparar, provocando que la tripulación debe hacer una salida veloz sin hacer la investigación detallada que querían.  
En la reentrada a la atmósfera de la Tierra, los cuerpos secundarios del Zero-X presentan defectos y no conecta propiamente con el cuerpo principal, causando daño a la nave, incluyendo a los mandos para la cápsula de escape de la tripulación. El Rescate Internacional es llamado para ayudar, y Alan tiene que arriesgarse a ser atrapado al borde del vehículo dañado ayudado por Brains diciéndole cómo desviar el circuito roto. Alan termina con los pocos segundos que le quedan para escapar con su línea de seguridad, y la tripulación evacua justo a tiempo, antes del espectacular impacto final en el pueblo evacuado de Craigsville.
Después, Alan está teniendo lo que él piensa es un calmada cena con Lady Penélope a la Estrella Oscilante real, sólo para encontrar que él se rodea por la familia Tracy entera disfrazados, incluso Brains sin sus lentes y acompañado de Tin Tin. No obstante, todos ellos nombran a Alan como "héroe del día." 
Durante los créditos finales la Banda de la Marina Real interpretan la marcha Thunderbirds de Barry Gray, mientras forman la palabra "The End" en el desfile. De otra manera los créditos de voz, los nombres listados son organizados o personajes de la película.

## Análisis
Para diferenciarlo de la serie de televisión, la película se filmó en 2.74:1 Techniscope increíblemente anchos. Este sistema también fue usado porque las cámaras de Panavisión no podían cubrir con los efectos especiales del momento. Thunderbirds Are GO también fue la primera película de su tipo en ser filmada usando el Livingston Electronic Viewfinder Unit, también conocido como la Add-a-Vision, un visor electrónico que podría usarse para sacar una imagen de televisión directamente de la cámara, mientras le permite al personal de la unidad mirar cualquier escena en los monitores del set. Esto era particularmente necesario para permitirles a los titiriteros ver lo que estaban haciendo, como ellos eran suspendidos a menudo varios metros sobre el set.

## Trivia
- Muchos de los fondos exteriores y de vuelo se filmaron en Portugal. Cliff Richard tenía una casa de fiesta en Portugal al lado de los Anderson, y ellos le preguntaron si él estaría de acuerdo en aparecer en la película.
- El comandante del Zero X, Paul Travers, era un modelo basado en Sean Connery quien en ese momento estaba haciendo de James Bond.